# 越智彦四郎
越智 彦四郎（おち ひこしろう、嘉永2年10月12日（1849年11月26日） - 明治10年（1877年）5月1日）は、幕末の筑前福岡藩士、勤皇家、自由民権運動家。

## 経歴
福岡藩士・井土佐平太の次男として生まれる。藩校修猷館に学ぶ。維新後に分家し越智姓を名乗る。
戊辰戦争では皇軍の福岡藩軍に属し、大砲隊長・根本源五左衛門のもとで東北地方に転戦し功を挙げ、賞典禄を受ける。その後、高場乱の興志塾に学び、ここで同志となる武部小四郎や、後に玄洋社を設立する箱田六輔、進藤喜平太、奈良原至、宮川太一郎、頭山満らと出会う。
1874年2月、江藤新平が挙兵した佐賀の乱に際し、博多に来ていた内務卿大久保利通に面会して調停を申し出たが、かえって大久保と児玉源太郎に鎮撫行動を要請され、政府軍の鎮撫隊の小隊長として箱田、宮川ら450名余を率いて佐賀に入った。越智は当初、佐賀に入って江藤と通じ、叛乱軍に寝返ることを目論んでいたが、大久保と児玉は最初から越智の策略を見抜いており、政府軍から支給された銃の口径と弾薬の口径とが相違していたために、この計画は失敗に終わったと伝えられる。
佐賀の乱が鎮圧された後、熊本に加屋霽堅を、鹿児島に桐野利秋、村田新八らを訪ね意見を交換し、爾後に備えるべく、第二維新を目的とした政治結社「強忍社」を結成。強忍社には、久光忍太郎、舌間慎吾、大畠太七郎らが参加している。1875年2月、大阪において民権の確立を目指した愛国社創立集会が開催され、板垣退助率いる土佐立志社の主唱に応じ、武部小四郎と共に福岡を代表して参加している。
1877年3月、西南戦争において西郷軍が熊本城を攻囲すると、武部小四郎、平岡浩太郎らと西郷呼応軍を編成して福岡城を攻撃したが敗れ（福岡の変）、南下して西郷軍に合流することを図ったが、途上秋月において政府軍と交戦となり完敗。同志に自決を止められて豊前、日向と逃げて鹿児島を目指すが、4月5日に捕縛され、5月1日、福岡枡木屋の獄で斬刑に処せられた。享年27。辞世の句は「咲かで散る花のためしにならふ身はいつしか誠の實を結ぶらん」